# Wijken en buurten in Uithoorn
De Nederlandse gemeente Uithoorn is voor statistische doeleinden onderverdeeld in wijken en buurten. De gemeente is verdeeld in de volgende statistische wijken:
- Wijk 01 Centrum (CBS-wijkcode:045101)
- Wijk 02 Thamerdal (CBS-wijkcode:045102)
- Wijk 03 Zijdelwaard (CBS-wijkcode:045103)
- Wijk 04 Legmeer (CBS-wijkcode:045104)
- Wijk 06 Meerwijk (CBS-wijkcode:045106)
- Wijk 07 Amsteldijk (CBS-wijkcode:045107)
- Wijk 08 De Kwakel (CBS-wijkcode:045108)

Een statistische wijk kan bestaan uit meerdere buurten. Onderstaande tabel geeft de buurtindeling met kentallen volgens het Centraal Bureau voor de Statistiek (2008):
| CBS-buurtcode | Buurtnaam         | Inwonertal | Opp. totaal (ha) | Opp. land (ha) | Ligging                |
| ------------- | ----------------- | ---------- | ---------------- | -------------- | ---------------------- |
| BU04510100    | Centrum           | 980        | 45               | 38             | Locatie in de gemeente |
| BU04510200    | Thamerdal         | 3100       | 51               | 51             | Locatie in de gemeente |
| BU04510300    | Zijdelwaard-Zuid  | 1880       | 33               | 33             | Locatie in de gemeente |
| BU04510310    | Zijdelwaard-Noord | 4070       | 84               | 84             | Locatie in de gemeente |
| BU04510320    | Europarei         | 1570       | 12               | 12             | Locatie in de gemeente |
| BU04510400    | Legmeer           | 4110       | 65               | 65             | Locatie in de gemeente |
| BU04510410    | Legmeer-West      | 470        | 74               | 74             | Locatie in de gemeente |
| BU04510420    | Kootpark          | 880        | 16               | 16             | Locatie in de gemeente |
| BU04510600    | Meerwijk-Oost     | 3550       | 113              | 90             | Locatie in de gemeente |
| BU04510610    | Meerwijk-West     | 2750       | 49               | 46             | Locatie in de gemeente |
| BU04510700    | Amsteldijk-Noord  | 250        | 89               | 87             | Locatie in de gemeente |
| BU04510800    | De Kwakel-Dorp    | 2690       | 70               | 64             | Locatie in de gemeente |
| BU04510810    | De Kwakel-Zuid    | 970        | 930              | 856            | Locatie in de gemeente |
| BU04510820    | De Kwakel-Noord   | 240        | 317              | 314            | Locatie in de gemeente |